# Tiphobiosis intermedia
Tiphobiosis intermedia är en nattsländeart som beskrevs av Mosely in Mosely och Douglas E. Kimmins 1953. Tiphobiosis intermedia ingår i släktet Tiphobiosis och familjen Hydrobiosidae. Inga underarter finns listade i Catalogue of Life.